# Hannah Collins
Hannah Collins (Londres, 1956) es una artista y cineasta británica.

## Biografía
Collins estudió en la Slade Shool of Fine Arts en Londres (1974-78) y en Estados Unidos con una beca Fulbright (1978-79). Además de su actividad como artista plástica, ha sido profesora en la Universidad de Davis, California, y el Royal College of Art de Londres. Fue profesora invitada en Le Fresnoy, Studio national de Arts Contemporains en Roubaix, en 2007-08.
Hannah Collins vive entre Barcelona y Londres.

## Obra
El trabajo de Collins se centra en las experiencias colectivas de la memoria, la historia y el día a día en el mundo moderno. Es conocida por sus instalaciones fotográficas, pero también ha dirigido películas sobre los gitanos en España y en un pueblo en la Rusia rural.
Ha participado en múltiples festivales cinematográficos y en eventos de carácter internacional, como las bienales de Venecia (1988 y 2011) y Estambul (1992). Individualmente destacan sus exposiciones en el Institute of Contemporary Art (Londres, 1989); la Tate Gallery (Londres, 2000); el Centre for Contemporary Art (Varsovia, 1993); el Centre d’Art Santa Mónica (Barcelona, 1993); el Centre for Contemporary Arts (Glasgow, Reino Unido, 1996); el Irish Museum of Modern Art (Dublín, 1996); el Koldo Mitxelena Kulturunea (Donostia/San Sebastián, 1996); la Peer Foundation (Londres, 2003); el Centro de Arte Contemporáneo de Málaga (2003); el Centro-Museo Vasco de Arte Contemporáneo de Vitoria (2008); el Centro Georges Pompidou (París, 2009); la Fundación Suñol en Barcelona (2012), el Sprengel Museum (Hanóver, Alemania, 2015), el Museo Reina Sofía (Madrid), el MACBA (Barcelona), Dallas Museum of Art, MNHA Luxemburgo, o el Museo de Arte Contemporáneo Helga de Alvear, entre otros.

## Filmografía
- 2001 La cantante, producida por Basilisk Communications, Londres.
- 2006 Current History, producida por Hannah Collins.[9]
- 2006 Beshencevo – A Current History – producida por Hannah Collins, Biennale de Sevilla, Film London.[10]
- 2007 Parallel producida por Basilisk Communications, Londres.[11]
- 2007 La Mina 2001–2007, producida por Seacex, Spain.[12]
- 2008 Solitude and Company producida por Hannah Collins y Le Fresnoy, Studio National, Francia.[13]

## Premios y reconocimientos
- 1991 European Photography Award - Premio Europeo de Fotografía de Berlín.[14]
- 1993 Nominada para el Premio Turner.[14]
- 2004 Olympus Award.[14]
- 2013 Premio Internacional SPECTRUM de Fotografía, del Sprengel Museum de Hannover.[14][15]